# 199-й истребительный авиационный полк
199-й истребительный авиационный полк (199-й иап) — воинская часть Военно-воздушных сил (ВВС) Вооружённых Сил РККА, принимавшая участие в боевых действиях Великой Отечественной войны.

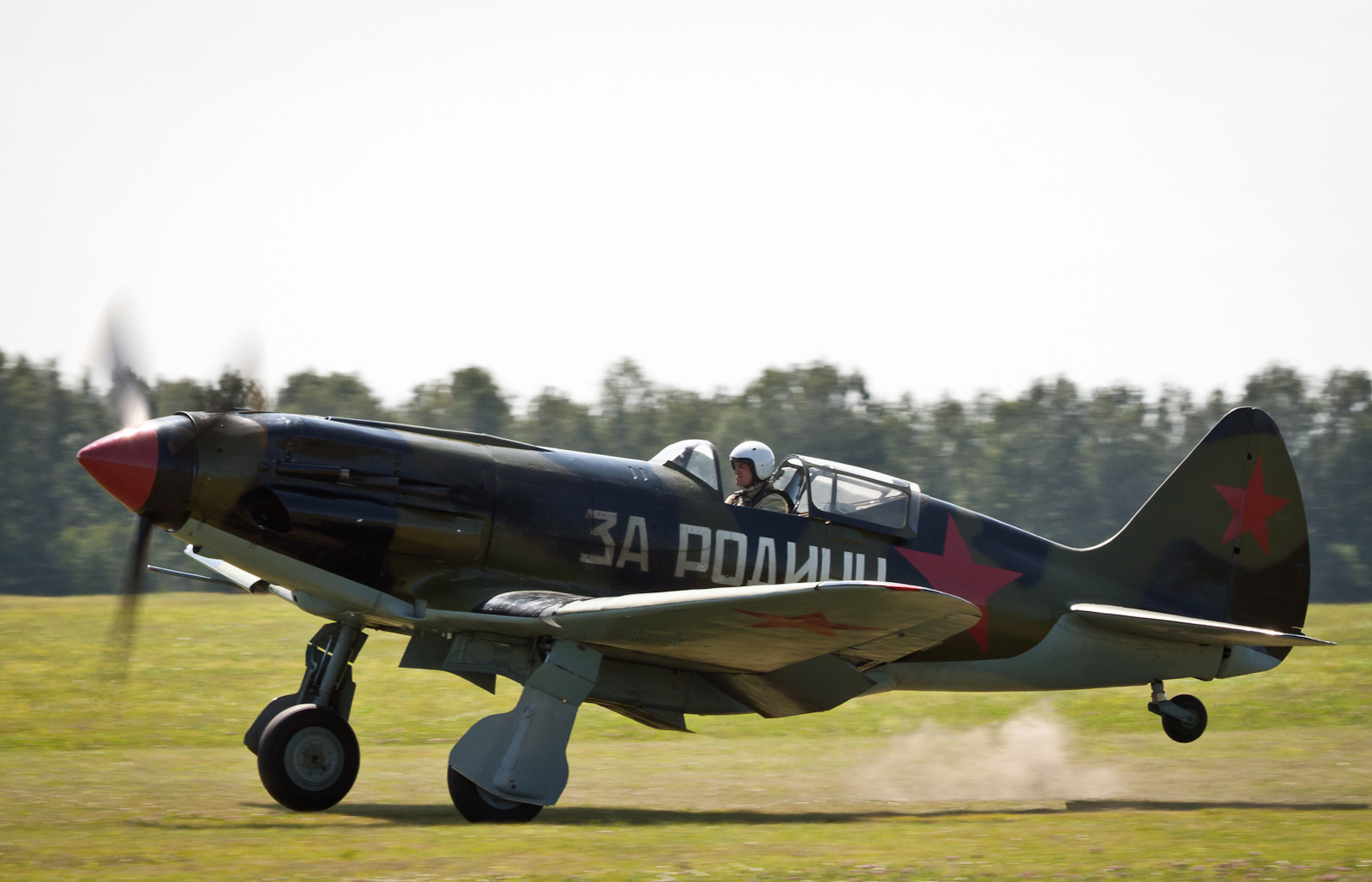
Самолёт МиГ-3

## История наименований полка
За весь период своего существования полк своё наименование не менял — 199-й истребительный авиационный полк.

## Создание полка
199-й истребительный авиационный полк начал формироваться в мае 1941 года в Ленинградском военном округе (г. Великие Луки) в составе 56-й истребительной авиационной дивизии ВВС ЛВО.

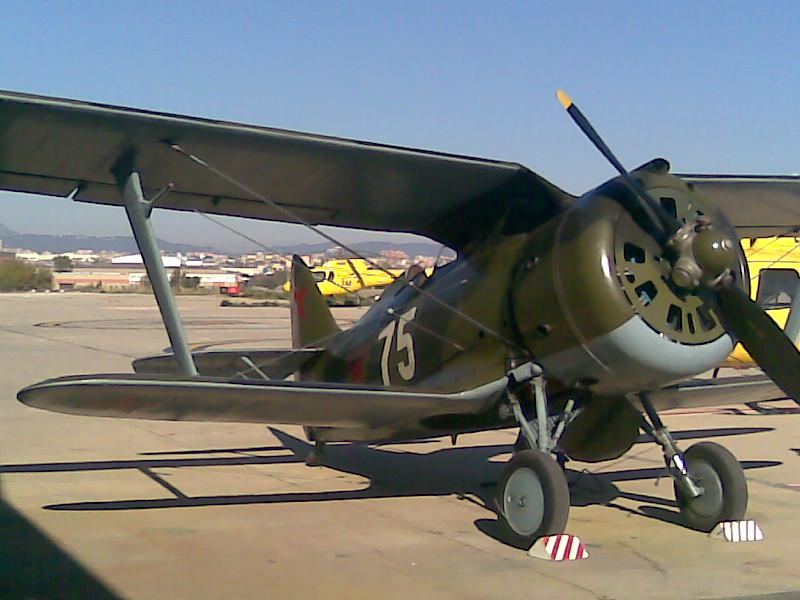
Самолёт И-153

## Расформирование полка
199-й истребительный авиационный полк 1 сентября 1941 года был расформирован во 2-й резервной авиационной группе.

## В действующей армии
В составе действующей армии:
- с 22 июня 1941 года по 1 сентября 1941 года.

## Командиры полка
нет информации

## В составе соединений и объединений
| Период        | Фронт (округ)               | армия                                | корпус                                                  | дивизия                                 | примечание                                                                      |
| ------------- | --------------------------- | ------------------------------------ | ------------------------------------------------------- | --------------------------------------- | ------------------------------------------------------------------------------- |
| 04.05.1941 г. | Ленинградский военный округ | Резерв Верховного Главнокомандования | 1-й авиационный корпус дальней бомбардировочной авиации | 56-я истребительная авиационная дивизия | Великие Луки. И-153, МиГ-3                                                      |
| 22.06.1941 г. | Ленинградский военный округ | Резерв Верховного Главнокомандования | 1-й авиационный корпус дальней бомбардировочной авиации | 56-я истребительная авиационная дивизия | Великие Луки. Вступил в боевые действия. И-153                                  |
| 01.08.1941 г. | Московский фронт ПВО        | Ярославско-Рыбинский район ПВО       |                                                         | 56-я истребительная авиационная дивизия | Ярославль                                                                       |
| 20.08.1941 г. | Московский фронт ПВО        | Ярославско-Рыбинский район ПВО       |                                                         | 56-я истребительная авиационная дивизия | Ярославль, имел в боевом составе 5 МиГ-3 (из них 3 неисправных) и 12 И-153 (3). |
| 21.08.1941 г. | Волховский фронт            | Резерв Верховного Главнокомандования |                                                         | 2-я резервная авиационная группа        |                                                                                 |
| 01.09.1941 г. | Волховский фронт            | Резерв Верховного Главнокомандования |                                                         | 2-я резервная авиационная группа        | расформирован                                                                   |

## Участие в операциях и битвах
- Приграничные сражения

## Итоги боевой деятельности полка
Всего за годы Великой Отечественной войны полком:
| Выполнено боевых вылетов | Сбито самолётов в воздухе | Уничтожено самолётов всего |
| ------------------------ | ------------------------- | -------------------------- |
| 781                      | 3                         | 3                          |

Свои потери:
| Потеряно самолётов (боевые, на земле) | Погибло личного состава (боевые, на земле) |
| ------------------------------------- | ------------------------------------------ |
| 3                                     | 3                                          |

## Самолёты на вооружении
| Период      | Самолёты |
| ----------- | -------- |
| 1941 — 1941 | МиГ-3    |
| 1941 — 1941 | И-153    |
| 1941 — 1941 | УТИ-4    |
| 1941 — 1941 | УТ-1     |

## Базирование
| Период            | Аэродром     |
| ----------------- | ------------ |
| 05.1941 — 08.1941 | Великие Луки |
| 08.1941 — 09.1941 | Ярославль    |